# Frontón Sinéu
El Frontón Sinéu es un frontón al aire libre situado en el municipio de Sinéu (Mallorca, Islas Baleares), construido en 1949.

## Historia
En 1945 un grupo de aficionados al deporte de la pelota compraron unos terrenos en el municipio para construir un frontón en la localidad. La instalación fue diseñada por el arquitecto Carles Garau Tornabells y la inauguración tuvo lugar el 24 de abril de 1949 con dos partidos de pelota, el primero a pala y el segundo a pelota mano, a la cual asistieron las principales autoridades del momento. En aquél momento la instalación gozaba de 1.200 metros cuadrados, con una pista de 40 metros de largo y 16 de ancho, grada lateral para 400 espectadores y dependencias anexas para vestuarios, aseos y bar.
Inicialmente gozó de gran vida deportiva gracias al Club Frontón Sinéu, entidad creada en 1946 que administraba y potenciaba la actividad deportiva local. Así se convirtió en uno de los frontones más dinámicos de Mallorca, sólo por detrás del potente Frontón Balear de Palma y ayudado por el alto nivel de los pelotaris locales.
También fue un espacio polideportivo en el que tuvieron cabida otros deportes (baloncesto, boxeo, hockey, balonmano, patinaje o tenis), pero gradualmente adquirió mayor relevancia su papel como punto de encuentro social con la celebración de actos sociales de todo tipo: bailes, bodas, carnavales, cenas, cine, comuniones, conciertos, celebraciones escolares, combates de gloses, teatro, verbenas, etc. El lugar fue más que un simple frontón, hasta el punto de dar nombre a la calle en la que se encuentra.
Con el paso del tiempo la afición por el juego de pelota desapareció, los gustos en materia de ocio cambiaron y la instalación se degradó hasta cerrar a finales de los años 80, quedando para usos particulares y en peligro de desaparición. A finales de 2021 lo retomó el empresario Juan Fernández Mena y lo rehabilitó, reabriendo el 17 de agosto de 2022 con una proyección cinematográfica.
 Desde entonces ha acogido todo tipo de actividades culturales y de ocio y el 9 de septiembre de 2023 tuvo lugar un partido de exhibición de pelota vasca, con lo que también recuperó su finalidad original.